# Castanet-le-Haut
Castanet-le-Haut är en kommun i departementet Hérault i regionen Occitanien i södra Frankrike. Kommunen ligger i kantonen Saint-Gervais-sur-Mare som tillhör arrondissementet Béziers. År 2022 hade Castanet-le-Haut 224 invånare.

## Befolkningsutveckling
Antalet invånare i kommunen Castanet-le-Haut
Referens:INSEE